# Hanfried Krüger
Hanfried Krüger (* 12. April 1914 in Schwerin; † 11. Dezember 1998 in Frankfurt am Main) war ein evangelisch-lutherischer Theologe, Oberkirchenrat, Ökumeniker und Journalist.

## Leben und Wirken
Krüger studierte nach Erlangen seiner Hochschulreife zunächst Jura in Rostock, anschließend Evangelische Theologie. Mit einer von Friedrich Heiler betreuten Dissertation wurde er 1937 an der Universität Marburg zum Dr. phil. promoviert. Nach seiner Ordination 1940 leistete er Kriegsdienst im Zweiten Weltkrieg und arbeitete von 1943 bis 1951 als Pfarrer in der Gemeinde Lauenstein. Anschließend wurde er Kirchenrat im Landeskirchenamt Hannover. Von 1953 bis 1979 war er als Oberkirchenrat im Kirchlichen Außenamt der EKD in Frankfurt a. M. für Fragen der Ökumene zuständig. Daneben leitete er von 1956 bis 1980 die Ökumenische Centrale in Frankfurt, die Geschäftsstelle der Arbeitsgemeinschaft Christlicher Kirchen in Deutschland (ACK), und war von 1956 bis 1976 Sekretär des Deutschen Ökumenischen Studienausschusses (DÖSTA). 
Krüger veröffentlichte eine große Zahl von Büchern und Artikeln zu kirchengeschichtlichen und ökumenischen Thematik. Er trat auch als Herausgeber einer kirchlichen Zeitschrift hervor: Von 1956 bis 1984 war er Schriftleiter der „Ökumenischen Rundschau“. 1978 wurde er Lehrbeauftragter, 1982 Honorarprofessor an der Johannes Gutenberg-Universität Mainz.
Seit Gründung der Christlichen Friedenskonferenz (CFK) arbeitete er in ihren Gremien mit.

## Schriften
- Verständnis und Wertung der Mystik im neueren Protestantismus. Reinhardt, München 1938.
- Bis an das Ende der Erde. Kaiser, München 1962.
- Zeugnis für alle Völker. Klotz, Stuttgart 1966.
- Appell an die Kirchen der Welt. Kreuz, Stuttgart 1967.
- Kirche zwischen Gott und Welt. Evangelischer Missionsverlag, Stuttgart 1968.
- Addis Abeba 1971. Evangelischer Missionsverlag, Stuttgart 1971.
- Utrecht 1972. Evangelischer Missionsverlag, Korntal 1973.
- Genf 1973. Evangelischer Missionsverlag, Korntal 1974.
- Ökumenische Bewegung. Evangelischer Missionsverlag, Korntal 1975.
- Bericht aus Nairobi 1975. Lembeck, Frankfurt am Main 1976.
- Jesus Christus befreit und eint. Lembeck, Frankfurt am Main 1976.
- Dialog und Anerkennung. Lembeck, Frankfurt am Main 1980.
- Ein Geist, viele Gaben: Hahn, Ferdinand. av-Edition, München 1980.
- Ökumene-Lexikon. Lembeck, Frankfurt am Main 1983. 2. Auflage 1987.
- Ökumenischer Katechismus. Evangelisches Verlagswerk, Frankfurt am Main 1985. 8. Auflage.

### Herausgeber
- mit Hans-Heinrich Harms, Günter Wagner, Hans-Heinrich Wolf: Die Kirchen der Welt. Evangelisches Verlagswerk Stuttgart 1977.